# 村上勝和
村上 勝和（むらかみ まさかず、1977年 - ）は、アメリカ合衆国・カナダで活動する演出家（VFXの「エフェクト・テクニカル・ディレクター」）である。スキャンラインVFX所属。大阪府立清水谷高等学校卒、プラットカレッジ（サンディエゴ）卒。

## 人物
大阪府出身。清水谷高を卒業後、社会人を経て、米国に留学。カリフォルニア州のサンタモニカカレッジ、プラットカレッジ（サンディエゴ）でコンピュータアニメーションを学ぶ。卒業後、VFXの大手「スキャンラインVFX」に入り、多くの映画を担当。世界の終末を描いた映画「2012」で、圧巻の津波シーンを制作し話題を呼んだ。

## 参加作品

### 映画
- ナルニア国物語/第2章: カスピアン王子の角笛
- 2012
- ガリバー旅行記
- SUPER8/スーパーエイト
- インモータルズ -神々の戦い-